# دايفيد تشرني
دايفيد تشرني (بالتشيكية: David Černý)‏ (و. 1967  م) هو نحات، وفيلسوف تشيكي، ولد في براغ.

## التعليم
تعلم في Academy of Arts, Architecture and Design in Prague ‏
.

## جوائز
حصل على جوائز منها:

Jindřich Chalupecký Award ‏

## وصلات خارجية
- دايفيد تشرني على موقع IMDb (الإنجليزية)
- دايفيد تشرني على موقع قاعدة بيانات الفيلم (الإنجليزية)

- دايفيد تشرني في قاعدة بيانات الأفلام على الإنترنت